# Padogobius

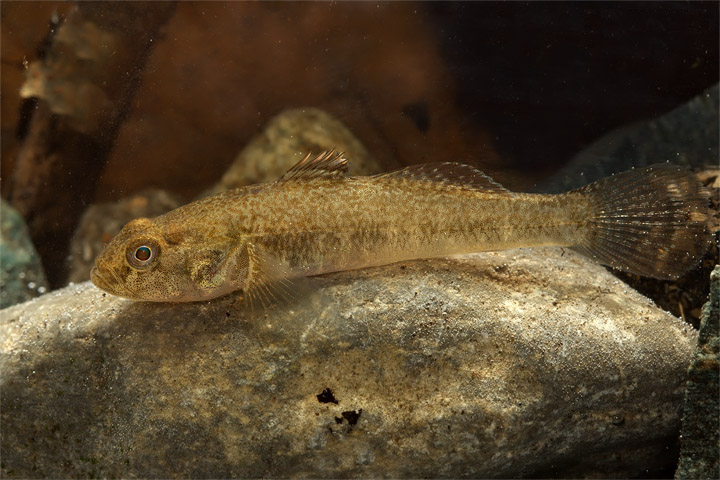
Padogobius bonelli

Padogobius è un genere di pesci ossei appartenenti alla famiglia Gobiidae endemico della penisola italiana.

## Distribuzione e habitat
L'unica specie appartenente al genere è il ghiozzo padano (Padogobius bonelli), diffuso nel bacino del Po e nei corsi d'acqua del versante adriatico dell'Italia centro-settentrionale della Croazia. Il ghiozzo etrusco (Neogobius nigricans), precedentemente ascritto a questo giorno, è ora stato spostato nel genere Neogobius a seguito di studi molecolari, osteologici e bioacustici.
Vivono esclusivamente in acqua dolce e di solito stazionano nelle acque piuttosto correnti dei corsi collinari, anche di piccole dimensioni. Se ne conoscono comunque anche popolazioni lacustri.

## Specie
- Padogobius bonelli